# Die Wellen schweigen
Die Wellen schweigen, mit dem Untertitel “Ein mimisches Schauspiel” angekündigt, ist ein deutsches Stummfilmdrama aus dem Jahre 1915 mit Henny Porten in der Hauptrolle.

## Handlung
Stella von Eschen hat sich unsterblich in den ausländischen Leutnant Spiridion Theoboulos verliebt. Ihr Vater, ein mittlerweile im Ruhestand befindlicher Admiral, ist davon wenig begeistert, hatte er doch für sein Töchterlein den smarten, gutaussehenden Kapitänleutnant von Düsing vorgesehen. Eines Tages wird Spiridion in sein Land zurückberufen. Er hinterlässt der trauernden Stella einen Abschiedsbrief, in dem er erklärt, dass er ihrer Zuneigung überhaupt nicht würdig sei. Stella fällt daraufhin in eine tiefe Depression und wird krank. In dieser Zeit kümmert sich Düsing rührend um sie, sodass Stella nach ihrer Genesung ihm zusichert, seine Frau werden zu wollen. Beide heiraten, und die Ehe nimmt einen glücklichen Verlauf. 
Dann liest Stella eines Tages, dass Spiridion als Militärattaché seines Landes nach Deutschland versetzt werden soll. Stella ahnt Unheil, hatte sie ihrem Liebsten damals eine Fülle von Briefen schmachtenden Inhalts geschrieben: Liebesschwüre, die sie heute kompromittieren könnten. So fordert sie Spiridion in einem Schreiben dazu auf, ihre Briefe zurückzugeben. Es dauert geraume Zeit, bis er antwortet, dann schlägt er vor, sich in einer einsamen Bahnstation mit ihm zu treffen, da er die Briefe nicht per Post verschicken möchte. Sie stimmt dem zu, zumal ihr Mann heute eine Nachtübung hat. Tatsächlich erhält sie ihre Liebespost ausgehändigt. Stella fällt ein Stein vom Herzen. 
Als sie wieder nach Hause zurückkehrt, wartet bereits ihres Mannes indischer Bursche Djelma und teilt ihr mit, dass der werte Gatte bereits heimgekehrt sei. Sybillinisch fügt Djelma hinzu, dass er Stellas Mann nichts von ihrem nächtlichen Ausflug erzählt und dem Herrn Kapitänleutnant stattdessen mitgeteilt habe, dass Madame heute unpässlich sei und sich daher zurückgezogen habe. Dankbar für diese kleine Notlüge drückt sie dem indischen Diener die Hand. Doch diese Lüge des Inders geschah aus weit weniger altruistischen Gründen, als Stella glaubt. Der Exot, der sich in glühender Liebe zu seiner Herrin verzehrt, verlangt von ihr Gegenleistungen erotischer Natur. Er fleht und droht, aber Stella hält ihn stets auf Abstand, bis er eines Tages die Gunst der Stunde nutzt, und sie an sich reißt, als er sich ungestört glaubt. 
Da tritt plötzlich der alte Diener Franz, der die ganze Szene belauscht hatte, dazwischen und rettet Stella vor den Zudringlichkeiten des Inders. Als ihr Mann heimkehrt, erzählt ihm Stella von Djelmas Übergriff. Franz hat in der Zwischenzeit Djelma aufgefordert, mit ihm auf ein Motorboot zu kommen, um den Herrn Kapitänleutnant von seiner Nachtübung abzuholen. Auf hoher See stellt Franz den dreisten Burschen wegen seines Übergriffes gegenüber der Hausherrin zur Rede, und es kommt rasch zu Handgreiflichkeiten. Dabei fällt Djelma über Bord und ertrinkt, da ihm Franz nicht mehr ins Boot hilft. Wieder zurück im Haue Düsing, teilt Franz seinem Herrn mit, dass Djelma nunmehr auf dem Meeresgrund ruhe und das Ehepaar fortan nichts mehr zu befürchten habe. Denn: die Wellen schweigen.

## Produktionsnotizen
Die Wellen schweigen entstand im Messter-Filmatelier in Berlins Blücherstraße 32, passierte die Filmzensur im Oktober 1915 und wurde am 5. November 1915 im Union-Theater uraufgeführt. Der dreiaktige Film war 1199 Meter lang.

## Kritik
„Eine logisch aufgebaute, psychologisch interessante und dem rauheren Leben der wetterharte Seebären des Nordens entnommene Handlung mit herrlicher Inszenierung und ganz erstklassiger Besetzung … qualifiziert dieses Bild zu einem hervorstechenden Produkt der modernsten Filmindustrie. Daß Henny Porten ihrer Aufgabe, wie immer, voll gewachsen ist bedarf wohl einer besondere Erwähnung; sie ist auch in diesem Film wieder Meisterin der Filmkunst. Besonders sympathisch aber berührt die wunderbare Art, mit welcher sie hier die Rolle des liebenden Weibes gibt. Auch die übrigen Rollen sind durchaus glänzend vertreten. Ganz besonders ist diesbezüglich Diegelmann zu nennen, der als treuer Diener seines Herrn eine Prachtfigur auf die Filmbühne stellt. (…) Auch die Durchführung der Rolle des indischen Dieners verdient Beachtung.“